# Cold Light of Day (película de 1989)
Cold Light of Day es una película de terror británica de 1989[2] escrita y dirigida por Fhiona Louise y protagonizada por Bob Flag, Martin Byrne-Quinn y Geoffrey Greenhill. Basada en los crímenes del asesino en serie Dennis Nilsen, la película es un relato ficticio de sus diversos asesinatos que condujeron a su detención por parte de las autoridades. Louise, que tenía 21 años en el momento del estreno de la película, fue la mujer más joven en dirigir un largometraje.

## Argumento
A finales de la década de 1970 en Londres, Jordan March, un funcionario de mediana edad, detenido por las autoridades, relata los diversos asesinatos que cometió al inspector Simmons, que se transmiten a través de flashbacks. La ola de asesinatos de Jordan comenzó con un joven ex estudiante de arte, Joe, a quien conoce en un pub. Después de que los dos beben algo, Joe regresa a casa con Jordan. Jordan encuentra atractivo a Joe y acepta dejar que Joe se quede en su apartamento hasta que pueda recuperar la estabilidad. A la mañana siguiente, Jordan espía a Joe mientras se baña. Joe y Jordan toman café en una cafetería, pero su conversación pronto se vuelve polémica. Después de que Jordan se va a trabajar, Joe busca sexo con un joven en el baño de la cafetería.
Jordan pronto se vuelve posesivo con el joven y despreocupado Joe, quien poco a poco se aprovecha de él sin pudor. Una mañana, mientras Joe duerme, Jordan lo estrangula hasta matarlo, antes de desplomarse sobre su cuerpo. Luego experimenta un flashback de la muerte de su abuelo cuando era niño.
Mantiene el cadáver de Joe en su cama, practicando necrofilia con el cuerpo. Más tarde, mientras camina por un distrito de luz roja, una prostituta se acerca a Jordan y lo lleva a su apartamento. Ella intenta seducirlo, pero él rechaza sus esfuerzos; no obstante, le paga por sus esfuerzos antes de irse nervioso.
Más tarde, Jordan regresa a la cafetería y se acerca a un joven sin hogar que le pide un cigarrillo. Aunque Jordan está molesto, el hombre logra convencerlo de que lo deje quedarse con él. Una vez en su apartamento, Jordan ataca al hombre, estrangulándolo mientras está sentado en un sillón antes de ahogarlo en su bañera. Después del asesinato, Jordan cae en un sueño ebrio y tiene pesadillas sobre la muerte de su abuelo, que presenció cuando era niño. Al día siguiente, Jordan desmembra y despelleja el cadáver del hombre, tirando montones de carne por el inodoro y hirviendo su cabeza cortada.
Jordan se encuentra con otro joven punk, Stephen, en las calles de Londres, y lo salva de una sobredosis de drogas. Stephen regresa con Jordan a su apartamento, donde se encierra en el baño y se inyecta heroína. Después de salir del baño a trompicones, Stephen se derrumba, sufriendo otra sobredosis. Jordan procede a estrangularlo hasta la muerte con un cinturón.
Al día siguiente, Julie, otra inquilina que vive debajo del piso de Jordan, descubre que las tuberías del baño parecen estar obstruidas y llama al propietario para que las inspeccione. Le informa de ello a Jordan, lo que le hace entrar en pánico. Jordan lleva trozos de carne y órganos de Stephen al exterior, donde los tira en un desagüe pluvial. Mientras tanto, el fontanero que inspecciona el edificio nota un hedor a descomposición y encuentra restos de carne humana en las tuberías, lo que le lleva a ponerse en contacto con la policía. Jordan es detenido y su piso es desmantelado por la policía. Debajo de las tablas del suelo, descubren el cadáver de Joe, junto con los cuerpos desmembrados de los otros dos hombres.

## Reparto
- Bob Flag como Jordan March
- Martin Byrne-Quinn como Joe
- Geoffrey Greenhill como el inspector Simmons
- Mark Hawkins como The Poor Boy
- Andrew Edmans como Stephen
- Jackie Cox como Julie Stay
- Bill Merrow como Albert Green
- Claire King como prostituta

## Producción
Cold Light of Day fue escrita y dirigida por Fhiona Louise, una estudiante de interpretación de 21 años. Escribió el guion de la película mientras estudiaba en el campus de Londres del Lee Strasberg Theatre and Film Institute, donde estudiaba con la actriz estadounidense Marianna Hill. Martin Byrne-Quinn, que interpretó a Joe, era compañero de clase de Louise, a quien ella le pidió que participara en el proyecto.

## Lanzamiento
Cold Light of Day se estrenó en el 47º Festival Internacional de Cine de Venecia en 1989. Louise recordaría más tarde que, en la proyección, "al menos una cuarta parte de la audiencia se fue, pero la gente que se quedó se puso de pie y aplaudió después. Les encantó o la odiaron, lo cual fue genial. No puede haber un mejor cumplido para un joven cineasta".

### Recepción de la crítica
Time Out escribió que la película "tiene la iluminación y el aspecto de una película casera de Andy Warhol (cabezas cortadas, muchas tomas estáticas de hombres en sofás) y una banda sonora compuesta de respiraciones profundas, el golpeteo de una bola de demolición y campanas de iglesia. March arroja poca luz en los interrogatorios policiales sobre las razones de sus acciones ("No fue mi intención. Simplemente sucedió") o por la película en sí".

### Medios domésticos
En octubre de 2020, Arrow Films lanzó la película en Blu-ray.